# Praia da Granja
O passadiço de madeira que percorre os 15 km de praias de Vila Nova de Gaia, na Praia da Granja.

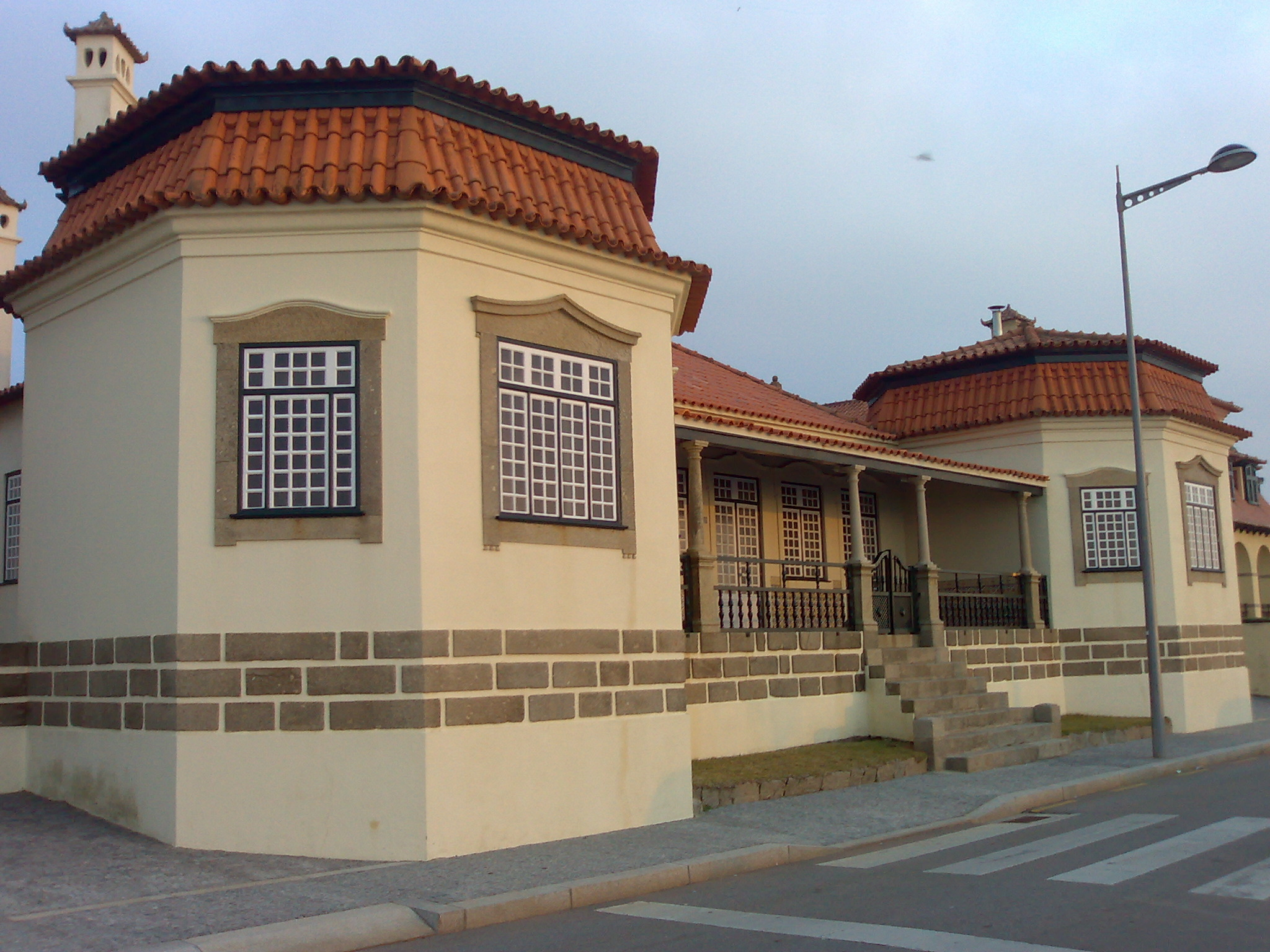
Casa na praia da Granja

A Praia da Granja situa-se na costa noroeste de Portugal, a norte de Espinho, na freguesia de São Félix da Marinha, concelho de Vila Nova de Gaia, distrito do Porto.

## História
Teve origem no lugar da Granja, freguesia de São Félix da Marinha, com a construção de uma quinta, em 1758, denominada a Quinta da Granja, mais tarde Quinta dos Ayres e hoje conhecida por Quinta do Bispo. Pertença dos frades crúzios do Mosteiro de Grijó, utilizavam-na como estância de convalescença e repouso, nas épocas de maior calor.
É de notar, porém, que embora em Portugal o termo "granja" seja sinónimo de "quinta", o Lugar da Granja já existia na freguesia de São Félix da Marinha (também outrora chamado São Fins da Marinha) muito antes da Quinta da Granja ter sido construída, isto é, muito antes do século XVIII. Esse Lugar da Granja doutros tempos parece ter sido dividido, talvez com a vinda dos frades, em Granja de Cima e Praia da Granja. É, pois, possível que no local onde foi construída a Quinta da Granja, dos Ayres ou do Bispo tivesse existido uma quinta ou "granja" talvez pertencente à Igreja.
Nesta estância  foi firmado a 7 de Setembro de 1876, entre as lideranças dos dois grandes partidos da esquerda parlamentar de então, o Partido Histórico e o Partido Reformista, um acordo de fusão inter-partidária que ficou conhecido pelo Pacto da Granja. Da fusão resultou a criação do novo Partido Progressista, sob a liderança de Anselmo José Braamcamp.
Nos meses de Verão, as famílias ilustres do norte do país deslocavam-se para esta praia, nomeadamente os Mello Breyner Andresen. Esta praia foi eternizada pela escritora Sophia de Mello Breyner em versos:
A Casa Branca, 

em frente ao mar, enorme, 

com o teu jardim de areia e flores marinhas 

e o teu silêncio intocado 

em que dorme o milagre 

das coisas minhas.